# Slippery When Wet
Slippery When Wet é o terceiro álbum de estúdio da banda americana de hard rock Bon Jovi lançado em 1986. Este álbum está na lista dos 200 álbuns definitivos no Rock and Roll Hall of Fame e um dos mais vendidos da história do hard rock.

## Histórico
Depois do moderado sucesso do álbum anterior, 7800º Fahrenheit, a banda contratou o compositor Desmond Child, indicado por Gene Simmons, do Kiss. A produção do disco ficou sob responsabilidade do canadense Bruce Fairbairn, cujo trabalho no álbum "Without Love", do grupo Black 'n Blue, chamou a atenção do vocalista Jon Bon Jovi. O também produtor Bob Rock se encarregou da gravação e mixagem do novo disco, que foi produzido no estúdio Little Mountain Sound Studios, em Vancouver, no Canadá.
Jon inicialmente não queria incluir Livin' on a Prayer no álbum, acreditando que a canção não era boa o suficiente. Entretanto, convencido por Richie Sambora do potencial da mesma, voltou atrás e a banda, que já tinha gravado uma primeira versão da música, registrou-a novamente, na versão final que entrou para o disco. A canção logo se tornou um dos maiores sucessos do grupo.
Outra canção composta para o álbum, Edge of a Broken Heart, não foi incluída no mesmo, sendo lançada mais tarde na trilha sonora do filme "Disorderlies" em 1987. Nunca foi executada ao vivo, apesar de muito querida pelos fãs.
O álbum vendeu 28 milhões de cópias mundialmente, sendo considerado pela crítica especializada um dos grandes feitos do mundo do rock.[carece de fontes?] Na turnê que se seguiu, Jon Bon Jovi começou a ter dificuldades vocais. As notas extremamente altas e constantes danificaram sua voz permanentemente. Com a ajuda de um técnico vocal, Jon Bon Jovi e os outros integrantes da banda continuaram a turnê. Daí em diante, Jon teve que cantar em tons ligeiramente mais baixos desde então.[carece de fontes?]
O nome do disco passou por várias alterações, sendo inclusive cogitada a possibilidade de se chamar Wanted Dead or Alive, com os integrantes da banda vestidos de cowboys - ideia aproveitada mais tarde no single da canção homônima. A decisão por "Slippery When Wet", segundo Jon, se deu após uma visita a um strip club em Vancouver, durante as folgas da gravação, onde as mulheres se ensaboavam e ficavam escorregadias quando estavam molhadas.
O projeto gráfico da capa, inicialmente, mostrava uma mulher com grandes seios, vestindo uma camiseta amarela molhada com o nome do álbum. Esta ideia foi abortada e, no lugar, colocou-se a foto de um saco plástico preto, com efeito molhado. Entre as versões para a recusa da versão anterior, estavam o temor de que uma capa muito ousada afastasse as lojas e o fato de que Jon não teria gostado de uma borda cor-de-rosa em volta da referida foto. No Japão, a maior parte dos lançamentos inclui o primeiro projeto gráfico.

## Faixas
1. "Let It Rock" - 5:25
2. "You Give Love a Bad Name" - 3:44
3. "Livin' on a Prayer" - 4:09
4. "Social Disease" - 4:18
5. "Wanted Dead or Alive" - 5:08
6. "Raise Your Hands" - 4:16
7. "Without Love" - 3:30
8. "I'd Die for You" - 4:30
9. "Never Say Goodbye" - 4:48
10. "Wild in the Streets" - 3:54

### Special Edition Bonus CD
1. "Wanted Dead Or Alive" (Ao vivo/Wembley 1995)
2. "Livin' On A Prayer" (Ao vivo/EUA1987)
3. "You Give Love A Bad Name" (Ao vivo/USA 1987)
4. "Wild In The Streets" (Ao vivo/Wembley 1995)
5. "Borderline" (Studio Outtake)
6. "Edge Of A Broken Heart" (Studio Outtake)
7. "Never Say Goodbye" (versão acústica ao vivo)

## Formação
- Jon Bon Jovi - vocal principal, guitarra
- Richie Sambora - guitarra principal, vocal de apoio
- Tico Torres - bateria
- David Bryan - teclado, vocal de apoio
- Alec John Such - baixo, vocal de apoio

## Chart
| Ano  | Posições | Posições | Posições | Posições | Posições | Posições | Posições | Posições | Posições | Posições | Posições | Posições | Posições | Posições |
| Ano  | US       | CAN      | UK       | GER      | SUI      | SWE      | NOR      | FIN      | AUT      | AUS      | NZ       | JPN      | EUR      | WW       |
| ---- | -------- | -------- | -------- | -------- | -------- | -------- | -------- | -------- | -------- | -------- | -------- | -------- | -------- | -------- |
| 1986 | 1        | 1        | 6        | 1        | 1        | 3        | 1        | 1        | 2        | 1        | 1        | 10       | 1        | 1        |

## Certificações
| Ano  | Certificações | Certificações | Certificações | Certificações | Certificações | Certificações | Certificações |
| Ano  | US            | CAN           | UK            | GER           | SUI           | AUS           | JPN           |
| ---- | ------------- | ------------- | ------------- | ------------- | ------------- | ------------- | ------------- |
| 1986 | 12× Platina   | Diamante      | 3× Platina    | Platina       | 2× Platina    | 6× Platina    | Ouro          |